# Bernardo di Quintavalle
Bernardo di Quintavalle (ur. 1180, zm. 10 lipca 1241 w Asyżu), nazywany również bratem Bernardem di Berardello − doktor prawa kanonicznego i świeckiego, pierwszy towarzysz św. Franciszka z Asyżu, franciszkanin.
W 1208 zaprosił do swego domu w Asyżu przyszłego świętego Franciszka. Z ukrycia obserwując nocą jego żarliwą modlitwę, poprosił o wskazanie życiowej drogi dla siebie. 16 kwietnia tego samego roku wraz z Pietrem Cattanim rozdał cały swój majątek i przystał do Franciszka z Asyżu. Był wysyłany przez Franciszka z misją do Bolonii i Florencji. Apostołował również w Hiszpanii (1213–1214).
Po śmierci Franciszka należał do opozycji nieakceptującej linii polityki wewnętrznej zakonu franciszkańskiego, wytyczonej przez brata Eliasza Bombarone. By uciec przed niepokojącą go sytuacją, przez długi czas przebywał w jednym z włoskich eremów. Przed śmiercią powrócił jednak do Asyżu; został pochowany w bazylice św. Franciszka w Asyżu.
Fakty z jego życia przytacza m.in. Tomasz z Celano w swoim Żywocie pierwszym św. Franciszka oraz Luke Wadding w swoich Annales. Nie został nigdy oficjalnie ogłoszony błogosławionym.